# 孟加拉—斯洛伐克關係
孟加拉－斯洛伐克關係係指孟加拉人民共和國與斯洛伐克共和國之間的雙邊關係，雙方於1993年正式建交。

## 訪問和會晤
1996年，孟加拉駐斯洛伐克大使會見斯洛伐克文化部長討論文化合作事宜。1999年，時任孟加拉國總理謝赫·哈西娜前往布拉提斯拉瓦進行國是訪問。

## 合作

### 國際
孟加拉和斯洛伐克互相支持雙方於區域和國際論壇展開合作。2010年，斯洛伐克支持孟加拉成為《消除對婦女一切形式歧視公約》的候選國，雙方亦同意定期舉行外交磋商。2011年，時任斯洛伐克總統伊萬·蓋斯巴洛維奇讚賞孟加拉於南亞的地位。

### 文化和教育
斯洛伐克向孟加拉表示願意提供該國就讀斯洛伐克大學的學生高等教育獎學金，兩國同意根據孟加拉與原捷克斯洛伐克之間的舊協議，就文化、科學和科技以及其他合作領域簽署新協議。

### 經濟
孟加拉和斯洛伐克為擴大貿易量，兩國於2010年起草關於加強雙方貿易和投資的協議。2011年，孟加拉對斯洛伐克的出口額超過1億歐元（因斯洛伐克人口較少，該金額被認為意義重大）。孟加拉的黃麻、皮革及其製品、陶瓷和藥品對斯洛伐克市場已確認為具有前景的出口項目；斯洛伐克對孟加拉則主要出口化學工業產品，雙方亦持續討論組建經濟合作會議（Joint Business Council）的可能性。